# Bei'an, Anhui
Bei'an (kinesiska: 北岸) är en köping i östra Kina. Den ligger i She härad i staden Huangshan i provinsen Anhui, omkring 250 kilometer sydost om provinshuvudstaden Hefei. Antalet invånare är 19 080. Befolkningen består av 9 336 kvinnor och 9 744 män. Barn under 15 år utgör 14,0 %, vuxna 15-64 år 72 %, och äldre över 65 år 13,0 %.